# Dublon

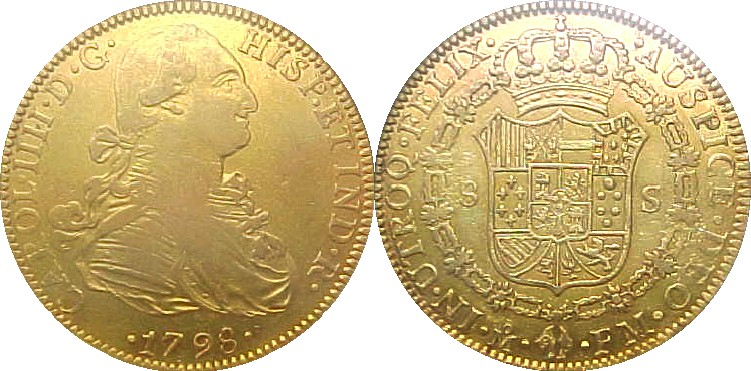
Fyrdubbel dublon (8 escudos), präglad i Mexico City 1798.

En dublon var ett spanskt guldmynt med ett värde av två escudos och en vikt av 6,77 gram. Den präglades från 1537 till 1833 och användes i Spanien och de spanska kolonierna.
Dublonen präglades, delvis även i högre valörer (4 och 8 escudos), såväl i Spanien som i Mexiko, Peru och Nya Granada. 
Den spanska dublonen var förebild för flera andra europeiska guldmynt, t.ex. Louis-d'or i Frankrike, Friedrich-d'or i Preussen, den italienska doppia och den schweiziska duplone.
Utanför Spanien, bland annat i Frankrike och nya världen, var dublonen känd under namnet pistol (pistole).